# 43923 Cosimonoccioli
43923 Cosimonoccioli è un asteroide della fascia principale. Scoperto nel 1996, presenta un'orbita caratterizzata da un semiasse maggiore pari a 2,5957458 au e da un'eccentricità di 0,0450729, inclinata di 6,87448° rispetto all'eclittica.